# Bernardo II de Vasconia
Bernard
II Tumapaler (o Tumpaler, Occitan: Bernat, español: Bernardo; c. 1020  entre 1064 y 1090) fue duque de Vasconia de 1039 a 1052 y Conde de Armagnac de 1020 a 1061.
Bernard era hijo de Adalais, hija de Guillermo V de Aquitania y Prisca, y Gerardo I Trancaleon, al que sucedió en Armagnac. Prisca era hija de Guillermo Sánchez de Vasconia y heredó Gasconia a través suyo. El derecho de Prisca pasó a su hijo Odón a la muerte de su hermano Sancho VI en 1032. Bernardo fue reconocido como duque tras la muerte de Odón en 1039, pero probablemente solo en las regiones del sur y no en la región alrededor de Burdeos. Más tarde su título de Gasconia le fue disputado por su tío Guillermo, medio hermano de Odón, pero no descendiente de Guillermo Sánchez. No obstante, Guillermo, estaba casado con Garsenda, hija de Aldaberto II de Périgord y Alausia, segunda hija del difunto Sancho VI.
Finalmente, tras una enconada lucha, Bernardo fue derrotado en la batalla de La Castelle (librada entre Cazères y Grenade en el Adour) y tuvo que entregar Gasconia a Guillermo por 15,000 sólidos. No obstante, el título carecía casi de valor, ya que la mayoría de Gasconia había sido desmembrada y parcelada en infantazgos, repartida entre los condes de Béarn, Bigorre, Armagnac, Comminges, Astarac. Bernardo se enfrentó al arzobispo de Auch, partidario de Guillermo. Abdicó de Gasconia antes del 4 de mayo de 1052 y de Armagnac en 1061. Pudo haber entrado en un monasterio. En mayo de 1063, lideró una rebelión de barones gascones contra Guillermo, que había heredado el Ducado de Aquitania, pero fue estrepitosamente vencido y Gasconia quedó vinculada a Aquitania. Bernardo desapareció de la historia, pero no murió con seguridad hasta 1090.
Se casó con Ermengard y tuvo tres hijos:
- Arnoldo
- Girardo, junto con Arnoldo hizo una donación conjunta a la Abadía de Cluny en 1049.[1]
- Gisela esposa de Céntulo V de Bearne